# Charles Walter Allfrey
Sir Charles Walter Allfrey, britanski general, * 24. oktober 1895, † 2. november 1964.